# 罗克 (热尔省)
罗克（法語：Roques，法語發音：[ʁɔk]）是法国热尔省的一个市镇，属于孔东区。

## 地理
罗克（43°50'52"N, 0°17'46"E）面积8.48 平方千米，位于法国奧克西塔尼大區热尔省，该省份为法国西南部内陆省份，北起顺时针与洛特-加龙省、塔恩-加龙省、上加龙省、上比利牛斯省、大西洋比利牛斯省和朗德省接壤。
与罗克接壤的市镇（或旧市镇、城区）包括：伯佐勒、库朗桑、贡德兰、瑞斯蒂扬、拉加代尔。

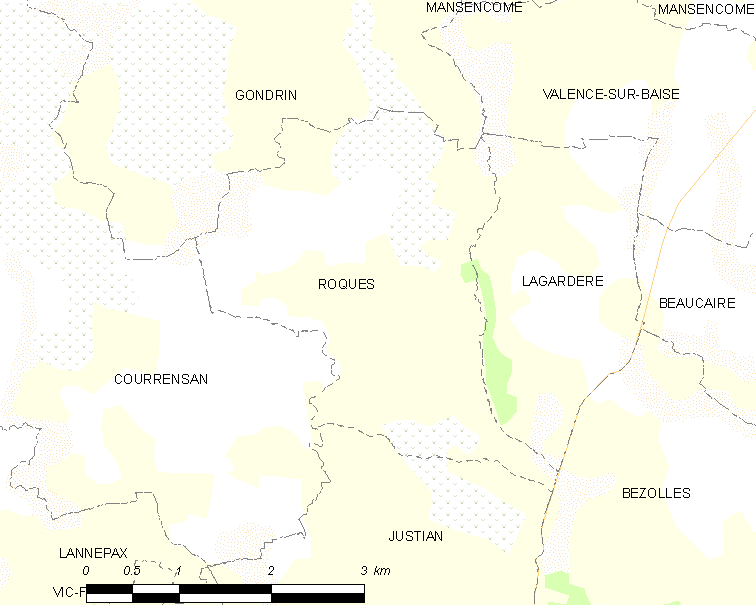
的OSM定位图

罗克的时区为UTC+01:00、UTC+02:00（夏令时）。

## 行政
罗克的邮政编码为32310，INSEE市镇编码为32351。

## 政治
罗克所属的省级选区为弗藏萨克县。

## 人口

1962-2008年间人口变化图示

罗克于2022年1月1日时的人口数量为105人。